# Arko III
Pour les articles homonymes, voir Arko.
Arko III (né le1er juillet 1994) est un étalon de saut d'obstacles bai du stud-book Oldenbourg, monté par le cavalier britannique Nick Skelton. Après sa carrière sportive, il est devenu reproducteur, étant notamment le père d'Argento.

## Histoire

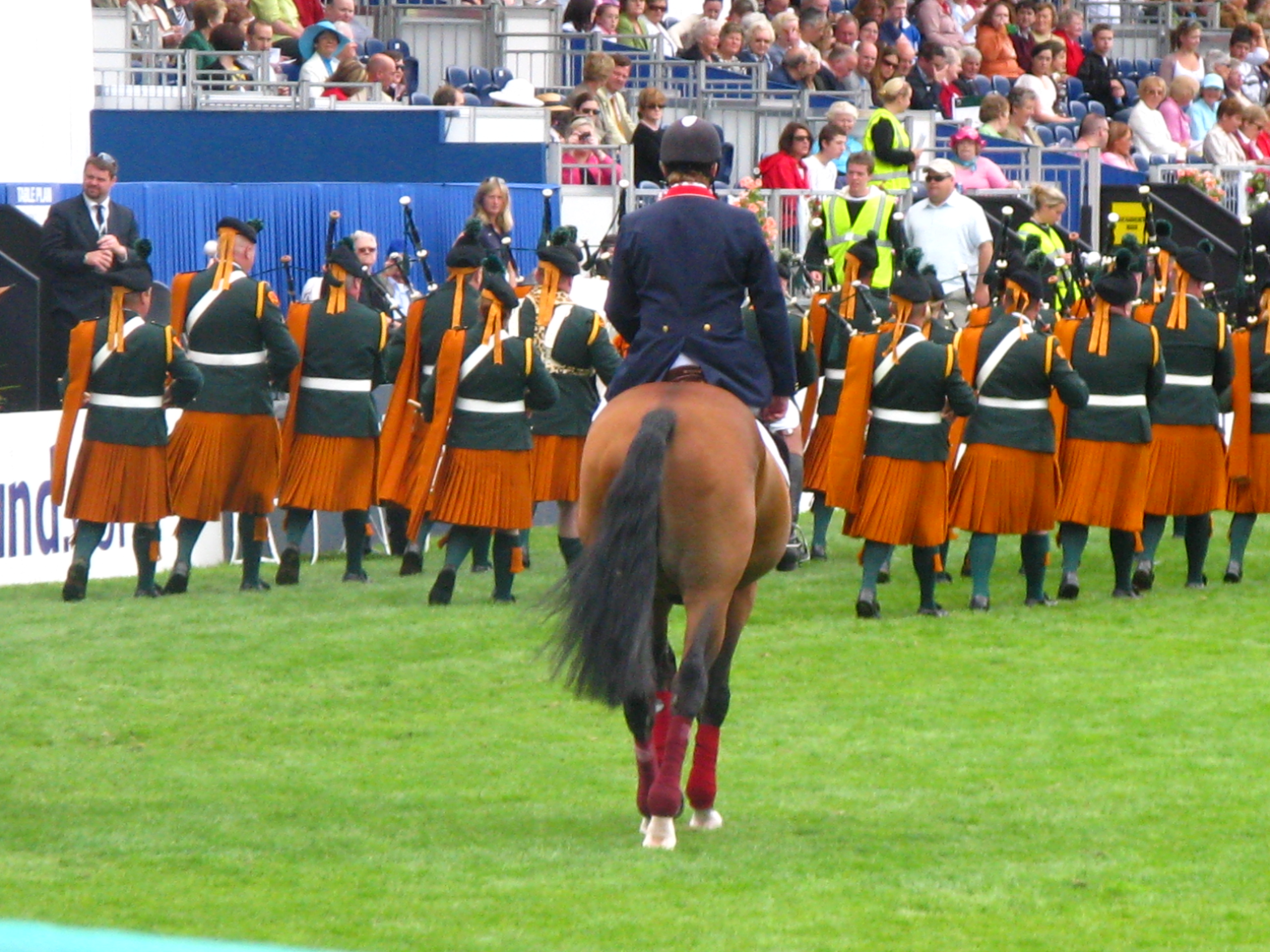
Arko III monté par Nick Skelton au CSIO5* de Dublin en 2008.

Il naît le1er juillet 1994, à l'élevage de Peter Schuett en Allemagne. Il commence sa carrière sportive dans son pays de naissance, puis les britanniques Nick Skelton et Lisa Hales l'achètent en mars 2000. Pendant trois ans, il est le cheval ayant le plus de victoires en saut d'obstacles au niveau mondial. Il représente la Grande-Bretagne, avec son cavalier, aux Jeux olympiques d'été de 2004 à Athènes. Ses propriétaire reçoivent le prix Winning Owners de la Fédération équestre internationale deux années de suite. Il était pressenti pour participer aux Jeux olympiques d'été de 2008 à Pékin, mais le sélectionneur britannique l'a retiré en accord avec ses propriétaires pour éviter de le surmener.
Il meurt le 20 janvier 2021, à l'âge de 27 ans.

## Description
Arko III est un étalon de robe baie, inscrit au stud-book de l'Oldenbourg. Il toise 1,68 m ou 1,67 m.

## Palmarès
- Août 2004 : 10e en individuel aux Jeux olympiques d'été de 2004 à Athènes[4].
- Septembre 2008 : Vainqueur de la CANA Cup du CSIO5*-NC de Calgary (Spruce Meadows),  à 1,60 m[4].

## Origines
Arko III est un fils de l'étalon Argentinus et de la jument Unika, par Beach Boy. Sa lignée maternelle est la même que celle de Darco.

## Descendance
Sa carrière de reproducteur ne démarre réellement qu'après la fin de sa carrière sportive. Arko II est approuvé à la reproduction dans les stud-books Oldenbourg (son stud-book de naissance), Hanovrien,  Zangersheide,  Selle français, BWP,  KWPN et Anglo-européen (AES). Il commence à reproduire en France en 2009, et se classe parmi les meilleurs pères de jeunes chevaux à Fontainebleau en 2016 et 2017. En 2015, il est classé 4e des pères de chevaux 4 ans par le magazine L'Éperon.

Il est le père d'Argento, considéré comme son meilleur fils.
En août 2021, un clone d'Arko III a été créé, afin de permettre à ses propriétaires de poursuivre la reproduction de ce cheval.